# Brachymeles bicolor
Brachymeles bicolor — вид сцинкоподібних ящірок родини сцинкових (Scincidae). Ендемік Філіппін.

## Поширення і екологія
Brachymeles bicolor мешкають в центральних і східних районах острова Лусон на півночі Філіппінського архіпелагу, зокрема в горах Сьєрра-Мадре і Кордильєра-Сентраль. Вони живуть в первинних і вторинних вологих тропічних лісах, серед опалого листя і гнилої деревини. Зустрічаються на висоті від 150 до 1200 м над рівнем моря.